# Годзиківський Іполит Якович
Годзикі́вський Іполи́т Я́кович (псевдо — Хмара) (бл.1876, м. Миколаїв Херсонської губ. — травень 1921) — військовий діяч часів УНР; командир 144-ї Надбужанської повстанської дивізії Дієвої Армії УНР, отаман Вільного Козацтва.
Не плутати з іншими отаманами, що носили псевдо Хмара

## Біографічні відомості
Іполит Якович Годзиківський (Хмара) народився (орієнтовно) в 1876 році в місті Миколаєві Херсонської губернії, в родині полковника царської армії.
Походив із дворянського роду.
У 1900 році закінчив Одеське юнкерське училище. Служив у 311-у кам'янецькому полку російської армії. Командував ротою. Потім був комендантом 139-ї дивізії. Штабс-капітан.
Після революції лютого 1917 року — один з організаторів загонів Вільного Козацтва.
1918 року, за Гетьманату, Іполит Годзиківський командував «охоронними сотнями», потім був помічником повітового коменданта.
В 1919 році, як один з організаторів, брав участь у повстанні проти червоних окупантів у районі м. Немирова.
24 січня 1921 р. Головний отаман військ УНР Симон Петлюра своїм наказом призначив Годзиківського Іполита Яковича командиром ще не існуючої 144-ї Надбужанської повстанської дивізії. Власне, Годзиківський отримав тільки «мандат» від Петлюри на створення військового формування. Як мовиться в одній з відозв отамана Хмари до населення «Повстанський загін є частиною дієвого війська Українського і користується цілком наказами Української Народної Республіки…»
Розпочав роботу з підбирання кадрового составу та організації дисципліни в дивізії. Його заступником був підполковник армії УНР — повстанський отаман Лихо-Дорошенко.
29 лютого Хмара-Годзиківський офіційно очолив командування дивізією.
2 березня 1921 року загони на чолі з першим заступником Хмари Лихо-Дорошенко розігнали радянську владу у селах Стратіївці, Будах І Великій Стратіївці.
Йому підпорядкувалися отамани Матвій Цимбалюк, Іван Пушкар, Юхим Якубенко, Андрія та Луки Чуприни, Іов Плахотнюк ( Гива ) та 145-й Гайсинський пішо-кінний полк отамана Підкови.
Повстанці діяли переважно у Брацлавському, Гайсинському й Ольгопільському повітах Подільської, а також Липовецькому повіті Київської губерній. Інколи проводили рейди на Звенигородщину, Таращанщину та Уманщину. Підтримували тісні зв'язки з керівництвом Холодноярської республіки.
Висока дисципліна у дивізії та вміла організація дій призвели до успіхів у боротьбі з більшовиками. На початку березня були звільнені містечко Жорнище та залізнична станція Сітківці.
6 березня 1921 року козаки Хмари захопили червону залогу станції Зятківці, 8 березня — у місті Брацлаві розгромили ревком, чека, звільнили політичних в'язнів. Те саме зробили і у волосному центрі Грабівці.
10 березня, коло села Скибенців, біля Ладижина, Хмара розбив відділ 24-ї Самарської дивізії. Ця башкирська частина проводила каральні операції проти місцевого населення в Центральній Україні.
11 березня повстанці зайняли Гранів. На сході мешканців були розпущені сільрада і комнезам та обрано комітет української влади, до якого увійшов і представник Надбужанського полку Микита Межевий.
14 березня до 144-ї Надбужанської приєдналися загони отаманів Цуприка і Темної Ночі…
22 березня козаки-агітатори 144-ї Надбужанської дивізії отамана Хмари-Годзиківського роз'їхались по селах Брацлавського, Гайсинського та Липовецького повітів. Мета: проголошенні спільної дати повстання проти совєтської влади.
Повстання ширилось. До успішної 144-ї Надбужанської продовжували приєднувалися інші отамани, зокрема, загони Штефановича та втікачі з Красної армії, що діяли в районі містечка Печери, відділи отамана Чорної Хмари, отамани Чуприна, Тарас Патент та Нанівський.
Територія, де закріплювалися повстанці, оголошувалась територією Української Народної Республіки, і отаман Хмара творив цивільну українську владу.
Протягом 1921 року більшість території центральної, північної та південної України було охоплено масовими національними проти більшовицькими повстаннями.
На жаль, ні Симон Петлюра, ні Юрко Тютюнник не спромоглися, навесні 1921 р., як це вони обіцяли, повернутися з Польщі на чолі Української армії. Діячами уряду УНР, з незрозумілих причин, всенародне повстання було «відкладене» аж на листопад, коли сили повстанців вже вичерпались
Повстанські отамани користувались великою підтримкою у місцевого населення і їм, досить тривалий час, вдавалось успішно боротися проти більшовицьких окупантів.
У зв'язку з неможливістю перемогти національно-визвольний рух, в ЧК розробили ряд спецоперації з нейтралізації повстанського спротиву та знешкодження його лідерів.
За деякими даними, до загону Хмари було заслано чекістського агента — Юхима Терещенка, що пізніше докладе зусиль до захоплення отаманів Холодного Яру та Чорного Лісу. Колишній царський поручник, а нині «посланець Петлюри» перебував на відповідальних посадах у повстанських загонах Годзиківського та Лиха.
Спочатку він організував провокацію та вбивство Іполита Годзиківського у травні 1921.
А згодом, 4 жовтня 1921 року, завдяки його діям, отаман Лихо-Дорошенко потрапив в оточення загонів ЧК та загинув.